# Мюллер-Карпе, Герман
Герман Мюллер-Карпе, нем. Hermann Müller-Karpe (1 февраля 1925, Ханау — 20 сентября 2013, Марбург) — немецкий историк, специалист по доисторической археологии. Получил известность как автор фундаментального многотомного иллюстрированного труда «Руководство по древнейшей истории» (Handbuch der Vorgeschichte), а также историк религии.
Защитил диссертацию по хронологии культуры полей погребальных урн в окрестностях Альп. После этого преподавал в Вюрцбурге, с 1963 г. — профессор во Франкфурте-на-Майне. С 1980 по 1986 возглавлял Комиссию общей и сравнительной археологии Немецкого археологического института в Бонне.
В контексте диссертационной работы написал ряд важных статей по эпохе поздней бронзы в Италии, в частности, о ранних поселенцах в области Рима. С 1965 г. инициировал издание многотомного труда «Доисторические находки эпохи бронзового века», которое продолжает выходить по настоящее время под редакцией Альбрехта Йокенхёвеля и Вольфа Кубаха при поддержке университетов Франкфурта и Мюнхена.

## Сочинения
- «Дополнения к хронологии эпохи полей погребальных урн к северу и югу от Альп» — Beiträge zur Chronologie der Urnenfelderzeit nördlich und südlich der Alpen. Römisch-Germanische Forschungen 22 (Berlin 1959).
- «К вопросу о становлении города Рима» — Zur Stadtwerdung Roms. Mitt. DAI Rom Ergh. 8 (Heidelberg 1962)
- «Мечи с полной рукояткой культуры полей погребальных урн из Баварии» — Die Vollgriffschwerter der Urnenfelderzeit aus Bayern. Münchner Beitr. Vor- u. Frühgesch. 6 (München 1961)
- «Грюнвальдские могилы» — Grünwalder Gräber. Praehist. Zeitschr. 34/35, 1949/50, 313—325
- «Культура полей погребальных урн в области Ханау» — Die Urnenfelderkultur im Hanauer Land (Marburg 1948)
- «Мюнхенская субкультура полей погребальных урн» — Münchener Urnenfelder (Kallmünz/Opf. 1957)
- «Введение в древнейшую историю» — Einführung in die Vorgeschichte (München 1975)
- «Поле погребальных урн у Кельхайма» — Das Urnenfeld von Kelheim (Kallmünz/Opf. 1952)
- «Руководство по древнейшей истории» — Handbuch der Vorgeschichte (München 1966—1980)
- «Основы ранней истории человечества» — Grundzüge früher Menschheitsgeschichte (Stuttgart 1998)
- «История почитания божеств с древнейших времён до современности» — Geschichte der Gottesverehrung von der Altsteinzeit bis zur Gegenwart (2005)